# کرج سفلی
کرج سفلی، روستایی از توابع بخش دینور شهرستان صحنه در استان کرمانشاه ایران است، که یک روستای باستانی محسوب میشود.
قلعه تاریخی «کرج» یکی از آثار تاریخی ارزشمند استان کرمانشاه است که رازهای بسیاری در دل خود نهفته دارد.
منطقه کرمانشاه، استان کرمانشاه مملو از آثار تاریخی و باستانی بسیاری است که در کنار اغلب این آثار تاریخی از قدیم الایام تا‌کنون افسانه‌های شگفت‌آوری نقل شده و زبان به زبان چرخیده است.
یکی از اماکنی که شرایط نقل افسانه‌ها در جوار آن بسیار است، قلعه‌های تاریخی و متروکه‌ای است که نمونه آنها در دیار سنگ و آب کم نیست.
در این بین قلعه‌ای متروک به نام چراغعلی خان ضیایی که در روستای کرج از توابع بخش دینور شهرستان صحنه استان کرمانشاه واقع است و به نام قلعه کرج نیز معروف است، افسانه‌های بسیاری را در دل خود نهفته دارد. افسانه‌هایی که می‌تواند سیل خروشان گردشگران را از نقاط مختلف جهان به سمت خود بکشاند و عامل رونق گردشگری منطقه شود.
شاید تاریخچه ظهور این قلعه به تاریخچه پیدایش افسانه‌هایی بر می‌گردد که حول محور آن مطرح است و همین افسانه‌ها نسل به نسل به فرزندان این منطقه منتقل شده است.
حدود 200 سال پیش مالک این منطقه به نام «چراغلی خان ضیایی» در این قلعه زندگی می‌کرد، او مردی مهربان بوده که با اهالی روستا رابطه‌ای پدرانه داشته، اما سال‌ها می‌گذرد و فرزندان او یکی پس از دیگری مالکیت این روستا را به ارث می‌بردند و در این قلعه تاریخی زندگی می‌کنند و در طول این سالیان نیز همواره افسانه‌های بسیاری از حضور یک پری در این قلعه، نقل محافل مردم این روستا بوده است.
اهالی این روستا می‌گویند: این قلعه تاریخی همراه با افسانه‌هایش در این روستای خوش آب و هوا سال‌ها پا بر جا بود تا اینکه حدود 50 سال پیش در زلزله‌ای مهیب، به یکباره در هم ریخت و پس از آن افسانه‌های آن نیز تغییر می‌یابد و این بار به شکلی دیگر نقل محافل می‌شود.
پس از آن زلزله، این قلعه تاریخی برای همیشه متروک شده و همین عامل نیز موجب شکل‌گیری افسانه‌های بسیاری می‌شود که از جمله مهمترین آن، افسانه گنجینه‌های مدفون شده در این قلعه است که حدود 50 سال است در بین اهالی روستای کرج نقل می‌شود.
‌افسانه گنجینه‌های مدفون شده این قلعه تاکنون افراد طمعکار و فرصت طلب بسیاری را به سراغ خود کشانده، اما هربار که طمع این گنجینه فردی را به سمت خود کشانده، نه تنها چیزی را عاید آن نکرده، بلکه به نوعی بلایی را برای او و یا خانواده اش فرستاده است.
مردم روستای کرج بر این عقیده‌اند که روح مدفون شدگان در این قلعه همواره از گنجینه‌های مدفون شده آن محافظت کرده و می‌کند.
قلعه کرج در تاریخ ۱۸ خرداد ۱۳۸۴ با شماره ثبت ۱۱۸۳۵ به‌عنوان یکی از آثار ملی ایران به ثبت رسیده است.

## جمعیت
این روستا در دهستان دینور قرار دارد و براساس سرشماری مرکز آمار ایران در سال ۱۳۸۵، جمعیت آن ۶۵ نفر (۲۳خانوار) بوده‌است.